# Frankfurter rippchen

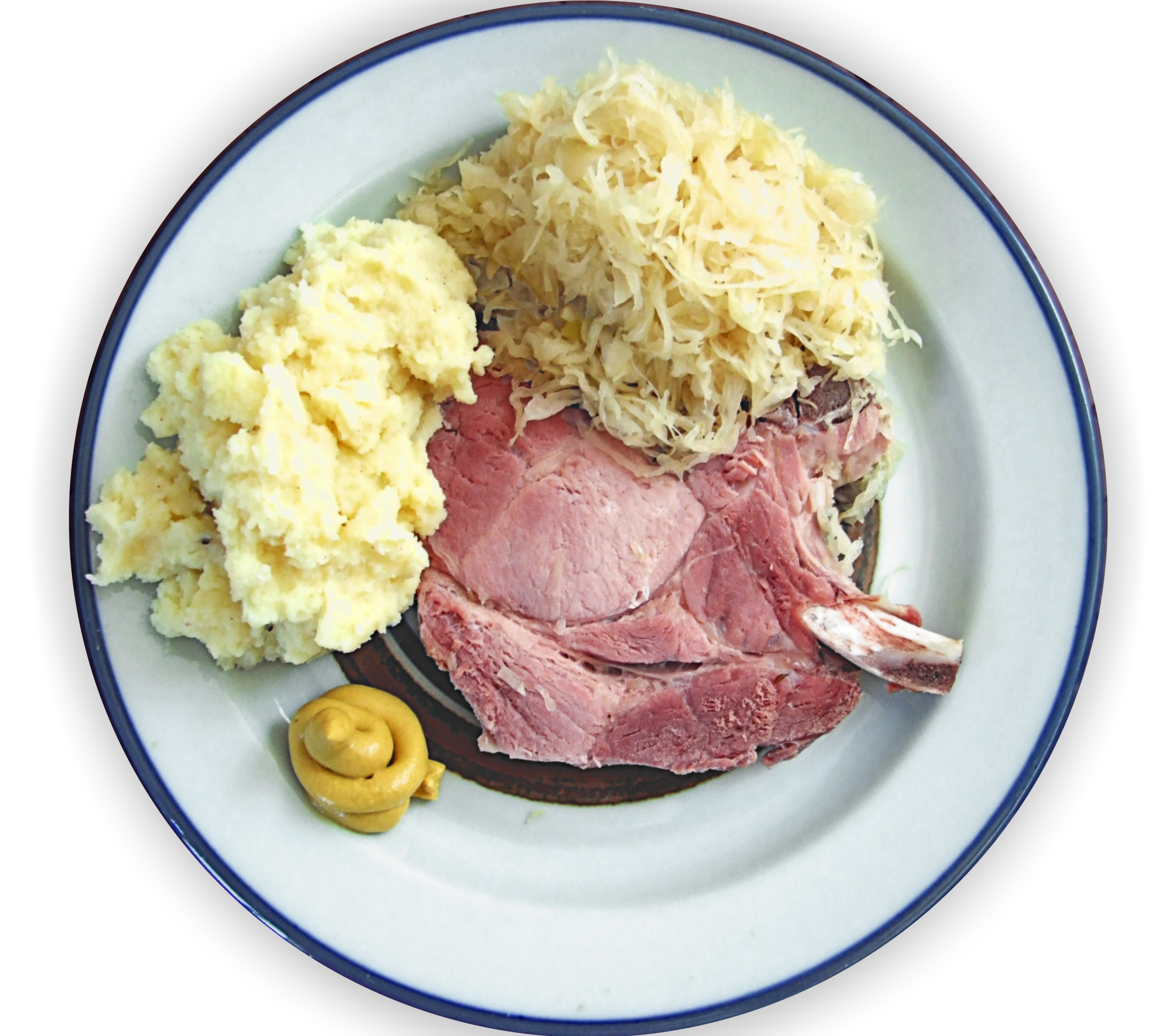
Frankfurter rippchen mit kraut con puré de patata y mostaza.

La frankfurter rippchen (‘chuleta de Fráncfort’) o frankfurter rippchen mit kraut (‘chuleta de Fráncfort con chucrut’) es una receta típica de la zona de Fráncfort del Meno (Alemania). Consiste en una chuleta de cerdo cocida lentamente en chucrut o caldo de carne, servida normalmente con chucrut, puré de patata y mostaza. Suele acompañarse de apfelwein (sidra alemana). La rippchen es parecida en apariencia y textura al kasseler, pero tiene un sabor ligeramente más suave, ya que solo se cura, sin ahumarla.
- Datos: Q896074
- Multimedia: Frankfurter Rippchen / Q896074